# 메신져: 죽은 자들의 경고
《메신져: 죽은 자들의 경고》(영어: The Messengers)는 미국과 캐나다에서 제작된 대니 팽 팻, 옥사이드 팽 천 감독의 2007년 초자연 공포 영화이다. 크리스틴 스튜어트, 딜런 맥더멋 등이 출연하였고, 샘 레이미 등이 제작에 참여하였다.
2007년 1월 다크 호스 코믹스를 통해 만화판이 출간되었다.
2009년 노먼 리더스가 주연한 프리퀄 비디오 영화 《메신저 2》(Messengers 2: The Scarecrow)가 출시되었다.

## 줄거리
일리노이주 시카고에 살던 솔로몬 가족이 노스다코타주의 작은 마을로 이사한다. 10대 딸 제스는 2년 전 유아였던 동생 벤을 뒷좌석에 태우고 음주 운전을 하다가 큰 사고를 일으켰고 이후 벤이 트라우마로 선택적 함묵증이 되는 바람에 아버지 로이, 어머니 데니즈와 여전히 갈등하는 중이다. 로이는 이곳에서 해바라기 농장을 성공적으로 일으키길 꿈꾸고 있다. 농장 일꾼으로 떠돌이 존 버웰이 고용된다.
폴터가이스트가 일어나고 회색 손들이 제스의 몸을 붙드는 등 남매 앞에 이상 현상이 벌어진다. 제스는 또래 마을 주민 보비를 통해 5년 전 이 집에서 한 가족이 갑자기 사라졌다는 사실을 알게 된다. 제스는 이를 부모님에게 전하지만 부모님은 신용이 없는 제스가 그저 시골이 싫어서 하는 말로 치부해 꾸중할 뿐이다.
그러나 지웠던 벽의 얼룩이 그대로 다시 생기고 유령이 나타나자 데니즈는 제스가 진실을 말했음을 깨닫고, 벤을 챙겨 달아나려던 중 새들의 공격을 받는다. 피를 본 존 버웰은 광기를 일으키며 솔로몬 가족을 자신의 가족으로 착각하여 공격하기 시작한다. 존 버웰의 정체는 바로 5년 전 본인 가족 전체를 참살했던 존 롤린스였다.
합심한 솔로몬 가족은 살아남고, 존 롤린스는 집 안에 남아있던 그의 가족 유령들이 지하실 밑에 차오른 물 속으로 끌어당기면서 사망한다. 보비가 신고한 덕분에 경찰과 응급차가 바로 도착한다.
평화를 찾은 솔로몬 가족들의 집에는 더 이상 새가 날아드는 일도, 유령이 나타나는 일도 생기지 않는다. 보비가 일을 돕는 가운데 벤이 다시 말을 하기 시작한다.

## 출연진
- 크리스틴 스튜어트 - 제시카 “제스” 솔로몬 역
- 딜런 맥더멋 - 로이 솔로몬 역
- 퍼넬러피 앤 밀러 - 데니즈 솔로몬 역
- 존 코빗 - 존 버웰 / 존 롤린스 역
- 윌리엄 B. 데이비스 - 콜비 프라이스 역: 은행 직원.
- 브렌트 브리스코 - 플룸 역
- 에번 터너 / 시어도어 터너 - 벤 솔로몬 역
- 더스틴 밀리건 - 보비 역
- 조델 펄랜드 - 마이클 롤린스 역
- 마이클 데인저필드 - 경찰관 역
- 타티아나 마슬라니 - 린지 롤린스 역
- 셜리 매퀸 - 메리 롤린스 역

## 기타 제작진
- 라인 제작: 론다 베이커, 앤드루 페퍼
- 공동 제작: 루 아코프, 켈리 코놉, 짐 밀러, J.R. 영
- 배역: 베티아 호베스코브, 낸시 네이어, 켈리 와그너
- 미술: 얼리샤 키완
- 세트: 세라 매커든
- 의상: 메리 하이드커, 캐시 매콤